# 土壤肥力

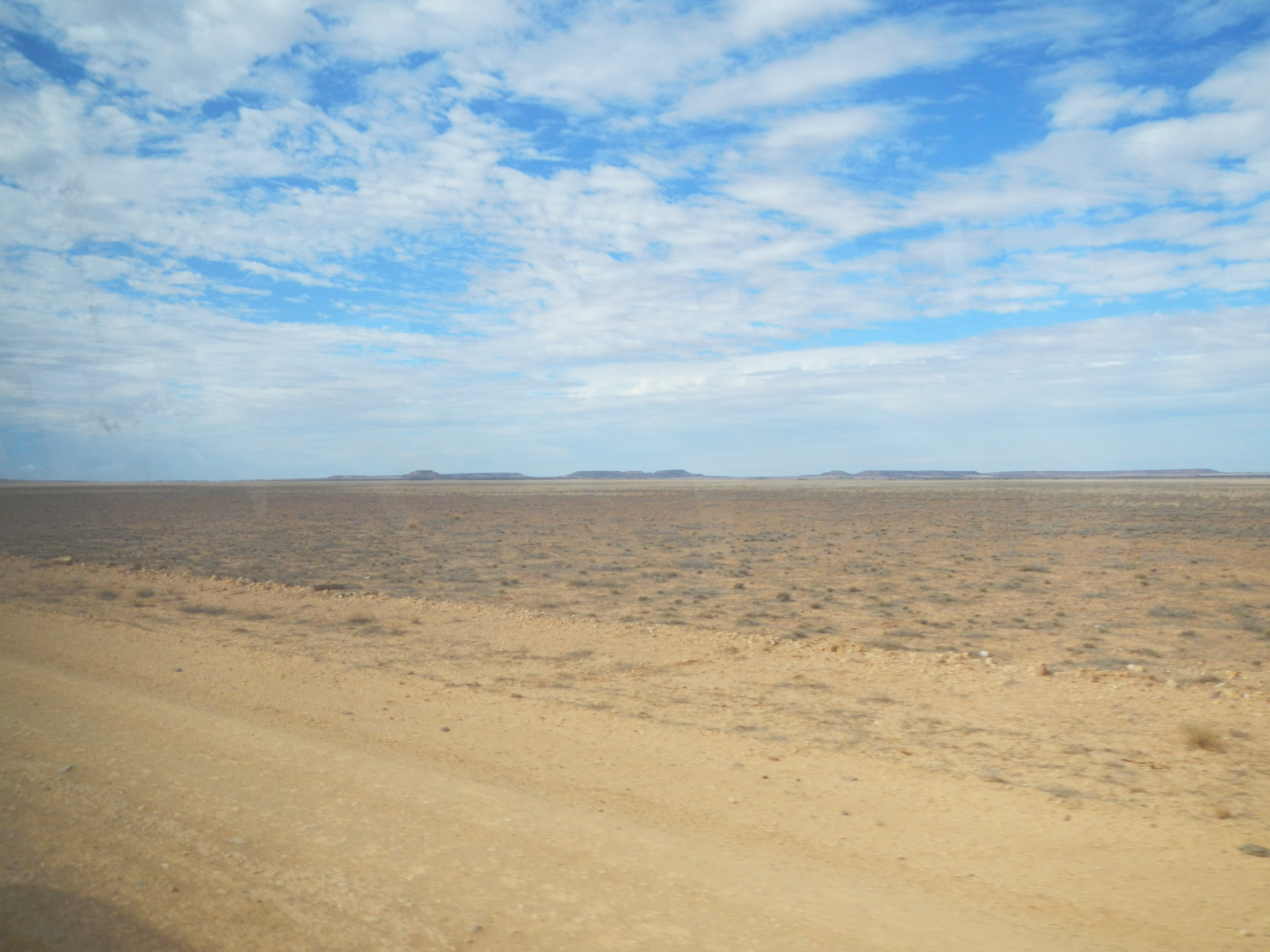
澳洲珀茲維爾以東的大部分地區人口稀少，因當地沙漠土壤貧瘠不適合人類居住

土壤肥力（英語：Soil fertility）是指土壤支持农作物生长的能力，即是为农作物提供生长的土地，并使得土地资源可持续使用，产出高品質的作物。土壤肥力高的土地需要具有以下两个特征：
- 能够提供植物所必需的营养，以及能够促使植物生长的足量土层水分。
- 没有妨碍植物生长的有害物质。